# Toamasina
Toamasina (französisch Tamatave) ist mit rund 379.000 Einwohnern (Stand 2022) die zweitgrößte Stadt in Madagaskar und als einziger natürlicher Hafen an der Ostküste die weitaus bedeutsamste Hafenstadt des Landes. Sie ist zudem der Hauptort (französisch chef-lieu) der Region Atsinanana, was einfach „Osten“ bedeutet.
Toamasina ist Sitz des römisch-katholischen Erzbistums Toamasina, dessen Mutterkirche die Cathédrale de l’Immaculée Conception d’Andohalo (Unbefleckte Empfängnis) ist.

## Geschichte

### Toponymie
Der erste bekannte Name der Stadt war im 17. Jahrhundert Port-aux-Prunes (dt. Pflaumenhafen). Hierauf verweist heute noch der Name Île aux Prunes (dt. Pflaumeninsel) für eine etwa 10 Seemeilen vorgelagerte kleine Insel, auf der ein Leuchtturm steht.
Ebenfalls im 17. Jahrhundert wird „Tamatave“ in der einen oder anderen orthographischen Variante erstmals erwähnt und setzt sich im Laufe des 18. Jahrhunderts durch.
Der Name „Toamasina“ erscheint erst Ende des 19. Jahrhunderts in Karten. Er wird dem Merina-König Radama I. zugeschrieben, der im 18. Jahrhundert – vom Hochland kommend – beim Probieren des Meerwassers „Toa masina!“ ausgerufen haben soll, „Das ist salzig!“.
Obwohl Madagaskar mit Malagasy und Französisch zwei gleichrangige Amtssprachen hat, sind in offiziellen Dokumenten, die meist auf Französisch erstellt werden, nur die madagassischen Toponyme in Gebrauch (→ Fußnote 1). In der französischen Alltagssprache ist allerdings „Tamatave“ mindestens ebenso häufig – dies mag u. U. daran liegen, dass der madagassische Stadtname je nach dialektaler Einfärbung (etwa IPA [tu̯aˈmasn̩ɐ]) als solcher im Redefluss kaum zu erkennen ist, wenn man als des Malagasy Unkundiger nur die schriftliche Form kennt.

### Entwicklung
Toamasina war im Laufe der Jahrhunderte wechselnden externen Einflüssen ausgesetzt: portugiesisch, arabisch, britisch, von Seiten der Merina aus dem zentralmadagassischen Hochland, indisch, chinesisch und – vor allem – französisch während der Kolonialzeit von 1896 bis 1960.
1927 wurde Toamasina von einem Wirbelsturm total zerstört und danach, auch mit Hilfe aus Mauritius, neu aufgebaut. 1986 sorgte ein weiterer Zyklon für weitreichende Zerstörungen. Seitdem hat die Zahl der „en dur“, also aus Beton (Guss und Betonziegel) errichteten Häuser deutlich zugenommen.

## Verwaltungsgliederung
„Toamasina“ ist der Name zweier Distrikte (französisch disctricts, malagasy fivondronana) von sieben, die die Region (malagasy faritra) Atsinanana bilden. Die Stadt Toamasina ist der Distrikt Toamasina-I und mit diesem identisch, was eine Besonderheit darstellt, da die meisten madagassischen Distrikte in Gemeinden unterteilt sind – wie auch der angrenzende Distrikt Toamasina-II, der das „Hinterland“ der Stadt umfasst und in 15 Landgemeinden unterteilt ist. Toamasina-I hat stattdessen 5 Stadtbezirke (französisch arrondissements).

## Bevölkerung
Mehr als die Hälfte der Bevölkerung der Stadt ist unter 20 Jahre alt.
Die größte Volksgruppe bilden die Betsimisaraka. Ihr Name bedeutet „die vielen Unteilbaren“. Diese Volksgruppe entstand zu Beginn des 18. Jahrhunderts durch einen Zusammenschluss mehrerer Stämme, die sich gemeinsam gegen Eindringlinge aus dem Süden (Konföderation der Tsikoa) verteidigten. Die Betsimisaraka sind als sesshafte Bauern, Seefahrer, Fischer und Händler tätig. Neben anderen Bevölkerungsgruppen gibt es in der Stadt eine größere Anzahl von Indern, welche zu den wohlhabenden Bürgern zählen. Gelegentlich gibt es deshalb gegen diese Pogrome.

## Wirtschaft und Verkehr

### Hafen und Seeverkehr
Seit 1817 entwickelte sich Toamasina zum wichtigsten Handelshafen Madagaskars und wird heute von der Gesellschaft SPAT (Société du Port à Gestion Autonome de Toamasina) verwaltet. In den vier Hafenbecken werden u. a. Massengüter und Container umgeschlagen. Der Nickelproduzent Ambatovy, dessen Tagebau unweit der Stadt Moramanga liegt, betreibt etwa 11 km südlich von Toamasina eine Aufbereitungsanlage für das Nickelerz.

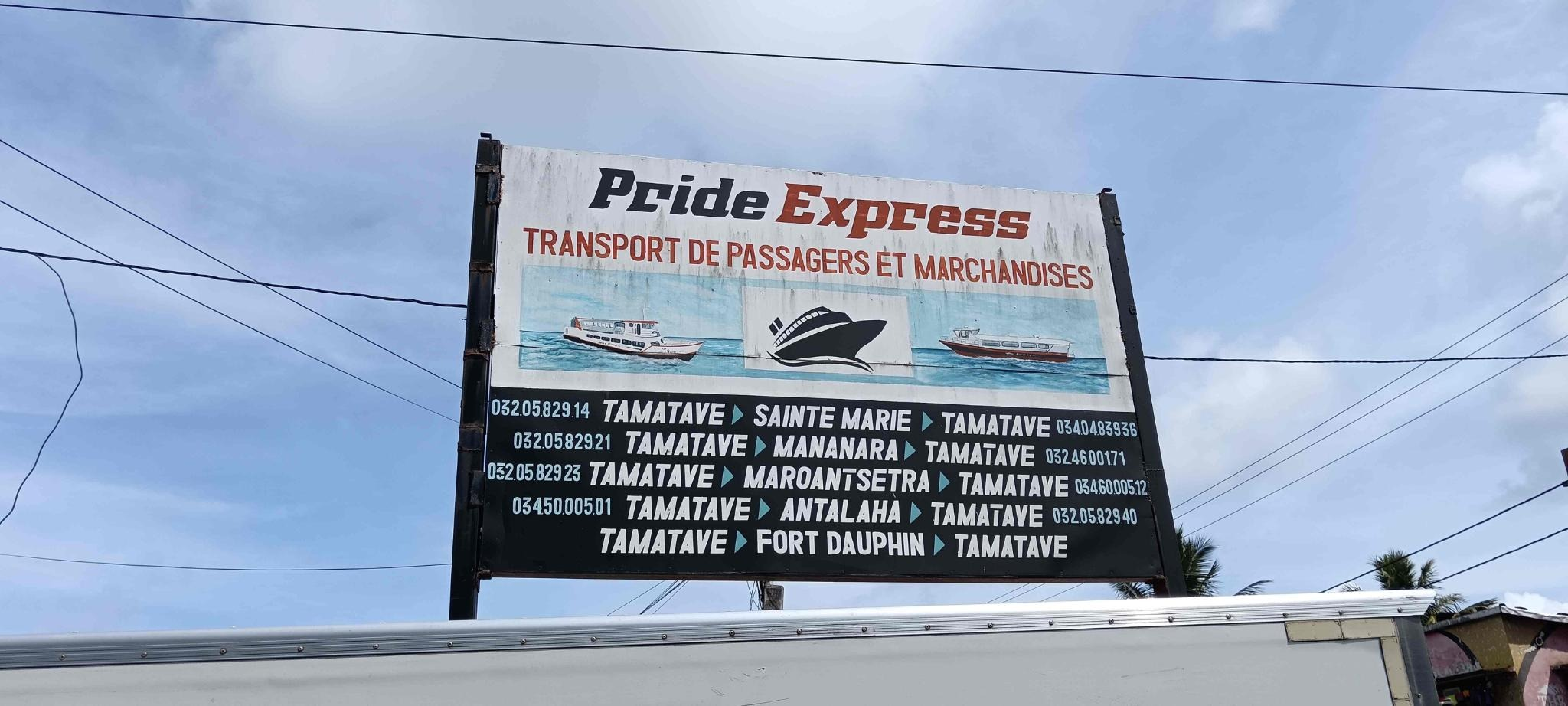
Werbung für eine inexistente Schiffspassage

Die bedeutendste Ölraffinerie des Landes, Solitany Malagasy (SOLIMA), hat ihren Sitz in Toamasina.
Personenschiffsverkehr ist mit Ausnahme des gelegentlichen Anlegens von Kreuzfahrtschiffen gleichsam nicht vorhanden. Angebliche Verbindungen, die eine Internetrecherche liefert, z. B. direkt zur Ferieninsel Sainte Marie, können daran scheitern, dass das einzige Schiff gerade defekt ist.

### Passagierfernverkehr

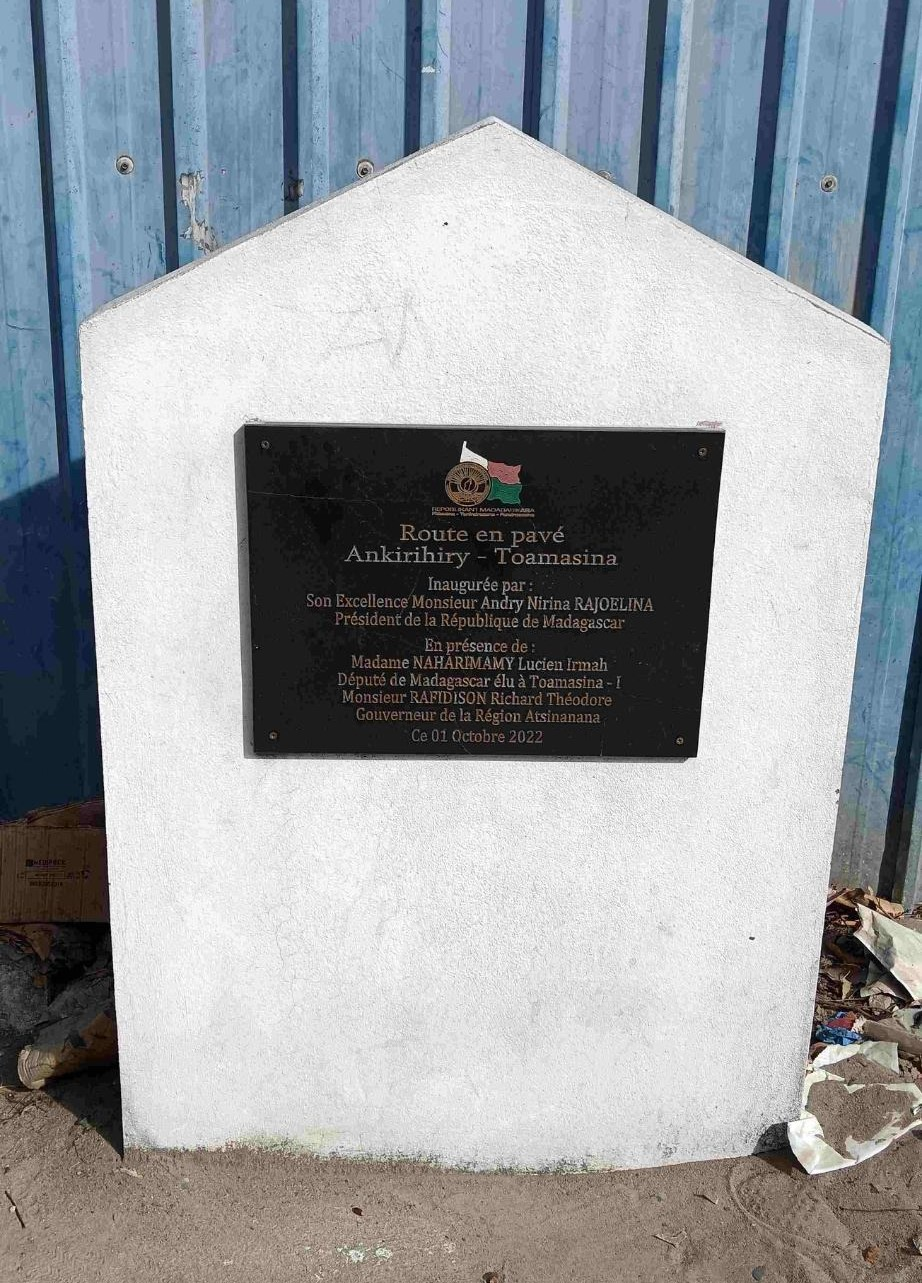
Gedenktafel für eine einzelne Kopfsteinpflasterstraße

Der Fernverkehr auf der Straße ist mit europäischen Verhältnissen nicht vergleichbar. In Madagaskar gibt es keine Autobahnen, die wichtigsten Straßen sind die deutschen Bundesstraßen formal vergleichbaren routes nationales nach französischem Vorbild. Die RN 2 verbindet Antananarivo mit Toamasina. Im Ortsteil Mangarivotra geht sie in die RN 5 über, die dann weiter nach Norden über den Badeort Foulpointe und die Kleinstadt Fénérive-Est (malagasy Fenoarivo Atsinanana) bis nach Maroantsetra führt. Dort endet sie – die auch touristisch bedeutsamen weiter im Norden gelegenen Städte Sambava und Diégo-Suarez (Antsiranana) sind auf dem Landweg nicht erreichbar.
Der Zustand der Straßen wird durch zweierlei deutlich: Zum einen vermieten fast alle Autovermietungen in Toamasina ihre Fahrzeuge nur mit Fahrer, zum anderen zeitigte selbst die Verlegung von Kopfsteinpflaster auf einer Querverbindungsstraße im Ortsteil Ankirihiry, unweit der RN 5, sowohl die Begleitung durch den Staatspräsidenten als auch das Aufstellen einer Gedenktafel.
An zwei gares routières (dt. etwa „Busbahnhöfe“) können Fahrgäste Kleinbusse nehmen. Diese werden hier, wie auch im sonstigen frankophonen Afrika, taxi-brousse genannt; diesem entspricht die deutsche Bezeichnung „Buschtaxi“ am ehesten. Es handelt sich um Sammeltaxis für ca. 9–20 Personen, die dann abfahren, wenn genug zahlende Passagiere an Bord sind. Ein Busbahnhof ist für Fahrten in Richtung Norden zuständig, der andere für Fahrten in Richtung Antananarivo. I. d. R. muss die Passage vor Ort gekauft werden; ein Unternehmen erlaubt, und das ist eine Ausnahme, die Reservierung über eine Website. Die Fahrt nach Antananarivo dauert normalerweise 12 Stunden; in einem „VIP“-Fahrzeug, das nur maximal 9 Personen aufnimmt, kann die Strecke in 8–9 Stunden bewältigt werden.
Auf der Schiene existiert zum Jahreswechsel 2023/24 keine relevante Fernverbindung. Die einspurige Eisenbahnlinie zwischen Toamasina und Antananarivo ist inaktiv, der Bahnhof Toamasina weitgehend verwaist. Laut dem Betreiber Madarail wird aktuell nur noch das Teilstück zwischen Moramanga und Ambila-Lemaitso, südlich von Toamasina, bedient. Auf dieser TCE genannten Linie sollen nach dem Wunsch der Regionalpolitik aber bald wieder Fahrgäste zwischen Antananarivo und Toamasina fahren können.
Längere Distanzen lassen sich nach europäischem Standard bequem nur auf dem Luftweg realisieren. Vom Flughafen Toamasina gelangt man in 45 Minuten in die Hauptstadt Antananarivo, in knapp 2 Stunden auf die benachbarte, zu Frankreich gehörende Insel La Réunion und saisonal zu weiteren Zielen wie der Insel Sainte Marie (ca. 30 Minuten).

### Nahverkehr

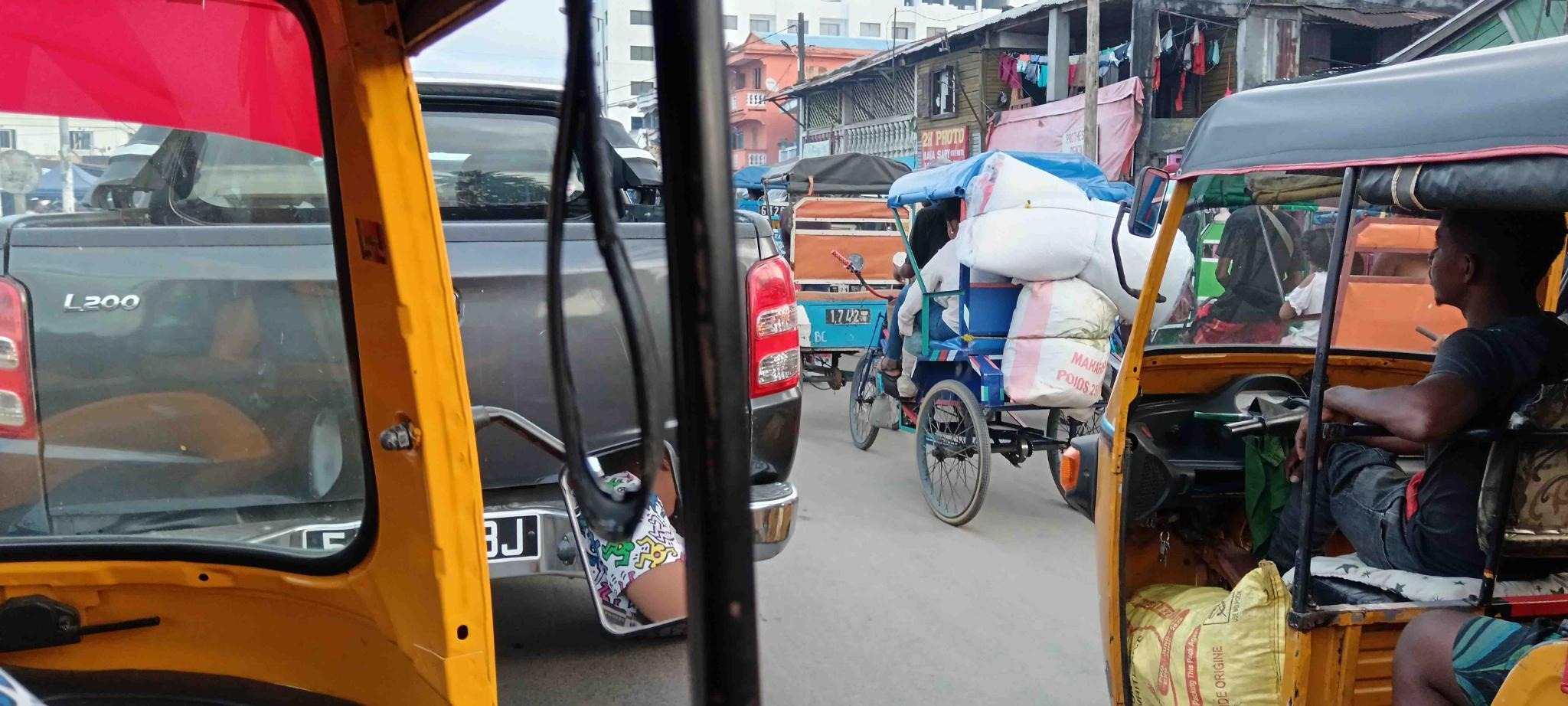
Typischer Straßenverkehr in Toamasina

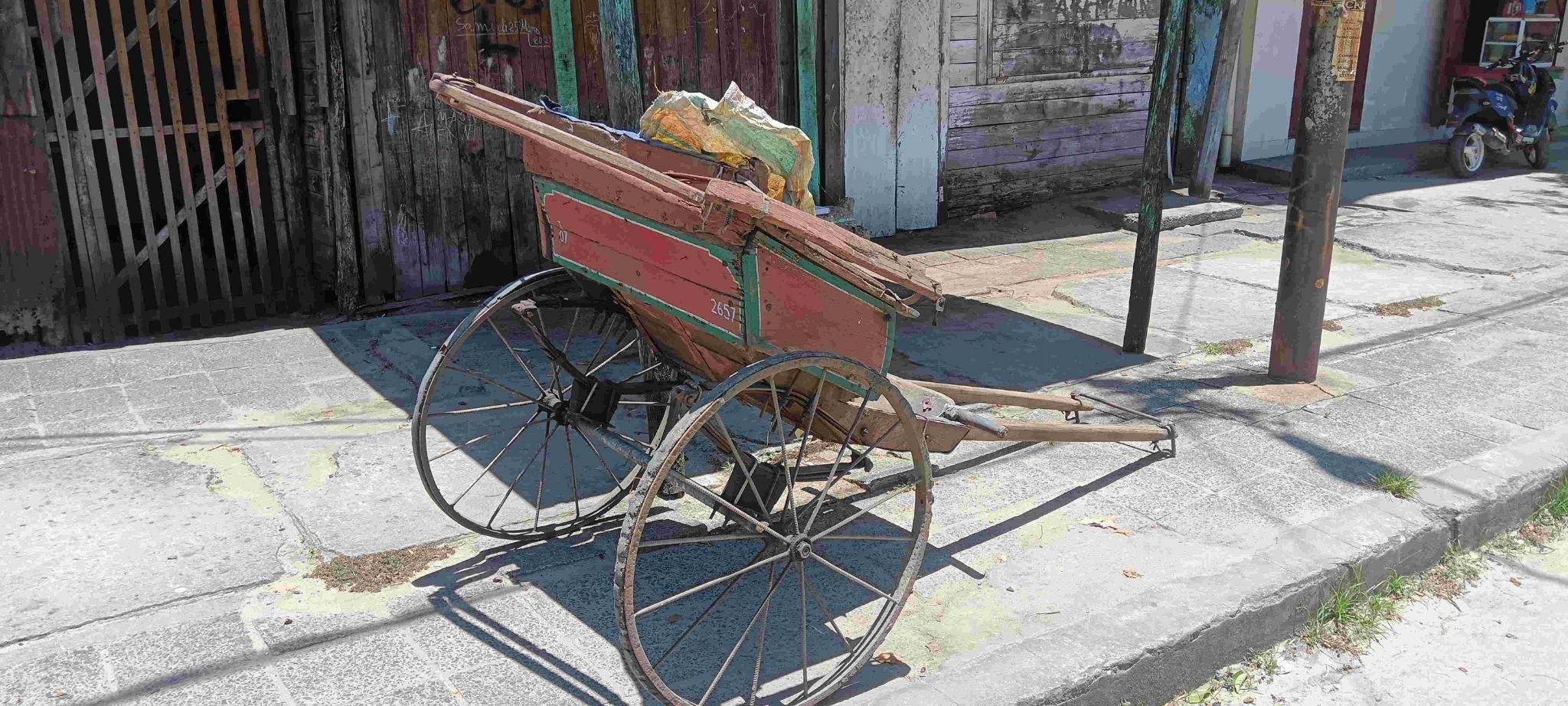
Klassisches pousse-pousse

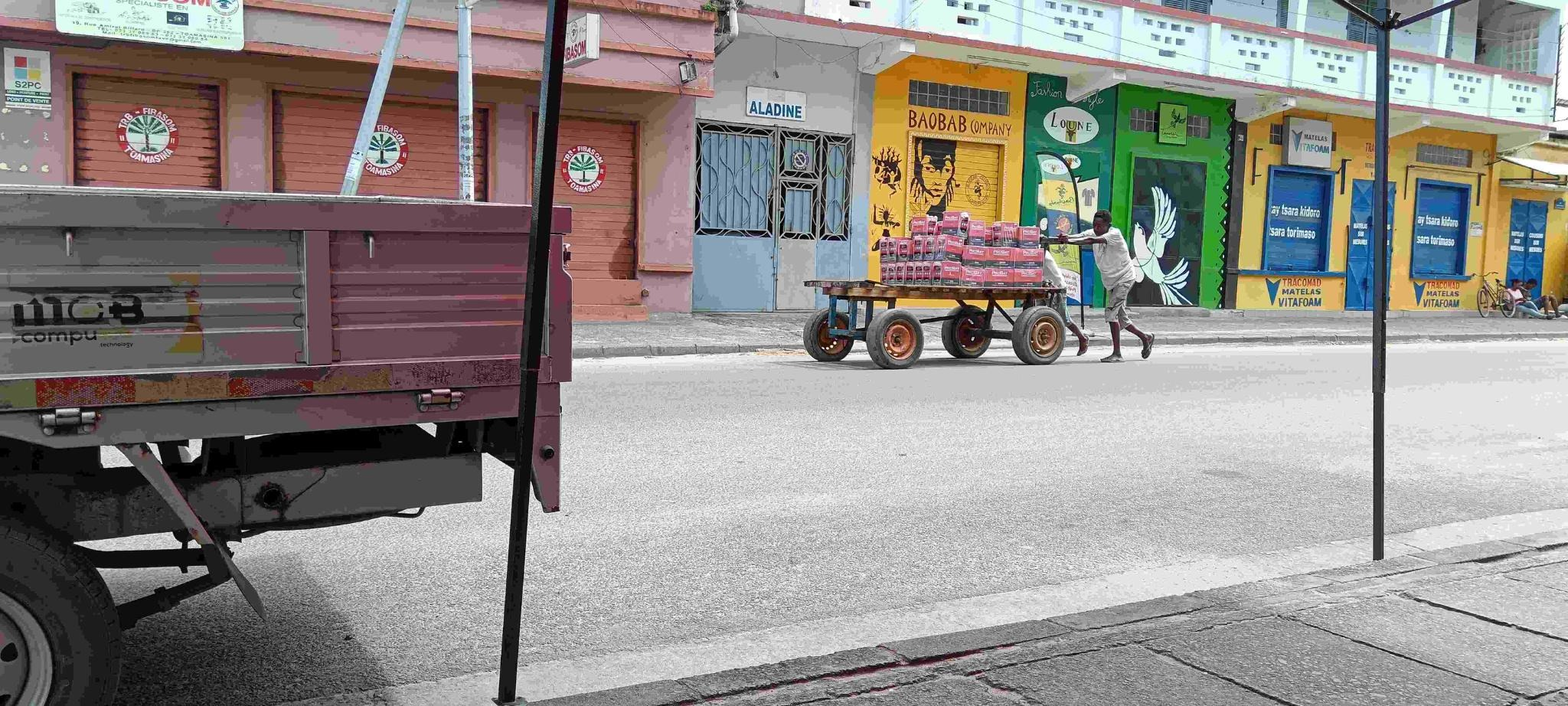
Handkarren für den Warentransport

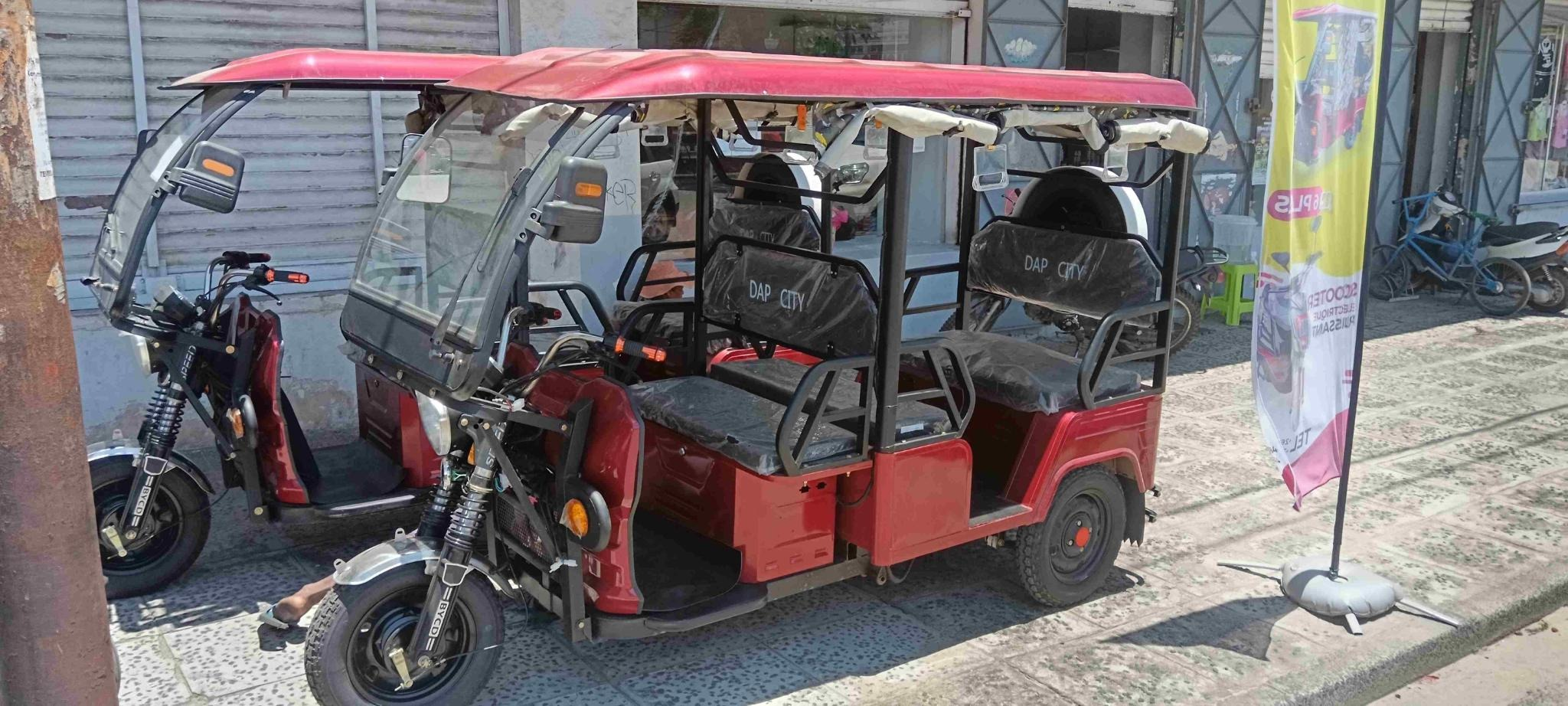
Batteriebetriebenes Tuk-Tuk

In Toamasina wartet eine vierstellige Zahl von Rikschafahrern auf ein Geschäft. Das pousse-pousse, wie die Fahrradrikscha oder das Velotaxi hier heißt, ist das übliche Transportmittel für kurze Distanzen und eine Möglichkeit für die besonders Armen, sich den Lebensunterhalt zu verdienen. Es kann 2 Fahrgäste aufnehmen, der Fahrpreis beginnt bei 500 Ariary (Ende 2023 etwa 10 ct) und hängt von der Fahrstrecke ab.
Von Hand und zu Fuß gezogene Rikschas ursprünglicher Bauart sind mittlerweile zumindest für den Passagierverkehr untersagt und finden sich auch für den Warentransport in Tamatave nur noch selten; hierfür ist der geschobene Handkarren mit Autorädern etabliert.
Für längere Distanzen innerorts und auch in die Vororte bequemer, schneller und dann auch günstiger ist das aus Ländern Süd- und Südostasiens bekannte dreirädrige Tuk-Tuk, das in Indien gefertigt wird und auf der italienischen Piaggio Ape basiert. Der Fahrpreis richtet sich hier nicht nach der Fahrstrecke, sondern beträgt 1.500 Ariary (30 ct) pro Fahrgast; während der Fahrt können andere Fahrgäste zu- und aussteigen. Offiziell dürfen 3 Fahrgäste zugleich befördert werden, woran sich aber nicht durchgehend gehalten wird.
Mittlerweile gibt es auch batteriebetriebene Tuk-Tuks, die über zwei Sitzbänke verfügen und damit offiziell für 6 Fahrgäste zugelassen sind; sie entstammen i. d. R. chinesischer Produktion. Sie verkehren regelmäßig als Shuttle zwischen den wichtigsten überdachten Straßenmärkten der Stadt, dem Bazary Be und dem Bazary Kely.
Taxis sind selten und als solche im Straßenbild kaum zu erkennen; sie konzentrieren sich bei jeder Ankunft eines Flugzeuges am Flughafen der Stadt, sonst u. U. im Stadtzentrum auf der Avenue de l'Indépendance vor dem vor allem von Ausländern frequentierten Supermarkt Score, einem Filialbetrieb der französischen Supermarktkette Carrefour. Der Fahrpreis vom Flughafen in die Innenstadt beträgt 4–5 €.
Einen städtischen Personennahverkehr gibt es nicht.

## Klima
In Toamasina herrscht tropisches Regenwaldklima (Af).
|                       | Jan  | Feb  | Mär  | Apr  | Mai  | Jun  | Jul  | Aug  | Sep  | Okt  | Nov  | Dez  |   |      |
| Mittl. Tagesmax. (°C) | 30,1 | 30,0 | 29,3 | 28,4 | 26,7 | 25,1 | 24,3 | 24,4 | 25,5 | 26,9 | 28,5 | 29,5 | ⌀ | 27,4 |
| Mittl. Tagesmin. (°C) | 23,1 | 23,1 | 22,8 | 21,8 | 20,0 | 18,4 | 17,6 | 17,5 | 18,0 | 19,0 | 20,9 | 22,3 | ⌀ | 20,4 |
|                       |      |      |      |      |      |      |      |      |      |      |      |      |   |      |
| Niederschlag (mm)     | 391  | 404  | 498  | 308  | 263  | 264  | 262  | 211  | 126  | 91   | 185  | 287  | Σ | 3290 |
|                       |      |      |      |      |      |      |      |      |      |      |      |      |   |      |
| Sonnenstunden (h/d)   | 7,0  | 6,8  | 5,9  | 6,5  | 6,5  | 5,6  | 5,6  | 6,0  | 7,2  | 8,0  | 8,3  | 8,0  | ⌀ | 6,8  |
|                       |      |      |      |      |      |      |      |      |      |      |      |      |   |      |
| Regentage (d)         | 19   | 17   | 21   | 18   | 17   | 18   | 22   | 20   | 15   | 13   | 14   | 17   | Σ | 211  |
|                       |      |      |      |      |      |      |      |      |      |      |      |      |   |      |
| Wassertemperatur (°C) | 27   | 27   | 27   | 26   | 26   | 25   | 24   | 23   | 23   | 24   | 25   | 26   | ⌀ | 25,2 |
|                       |      |      |      |      |      |      |      |      |      |      |      |      |   |      |
| Luftfeuchtigkeit (%)  | 83   | 83   | 85   | 84   | 85   | 85   | 84   | 85   | 83   | 82   | 83   | 84   | ⌀ | 83,8 |

| 23,1 |

| 23,1 |

| 22,8 |

| 21,8 |

| 20,0 |

| 18,4 |

| 17,6 |

| 17,5 |

| 18,0 |

| 19,0 |

| 20,9 |

| 22,3 |

| 23,1 |

| 23,1 |

| 22,8 |

| 21,8 |

| 20,0 |

| 18,4 |

| 17,6 |

| 17,5 |

| 18,0 |

| 19,0 |

| 20,9 |

| 22,3 |

## Touristik

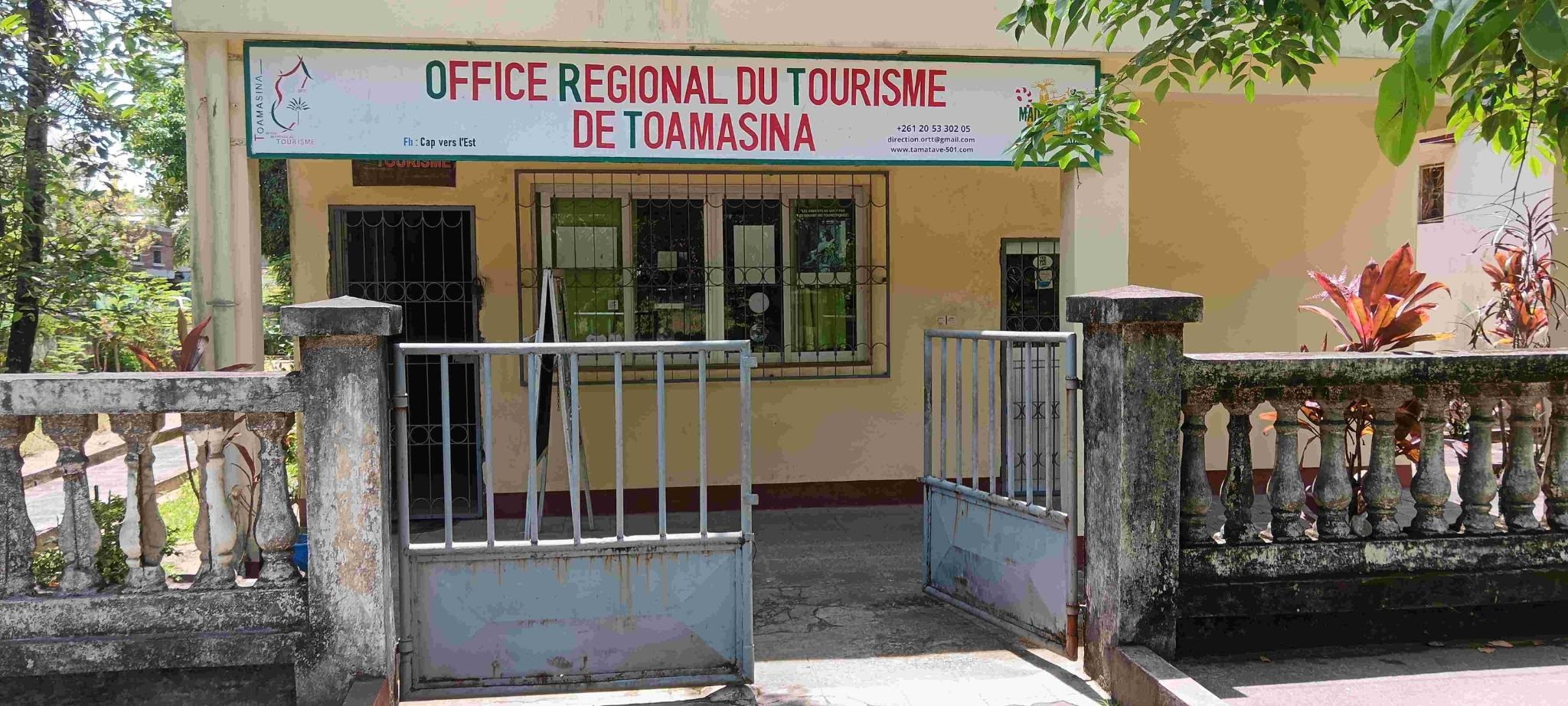
(Regionales) Tourismusbüro von Toamasina

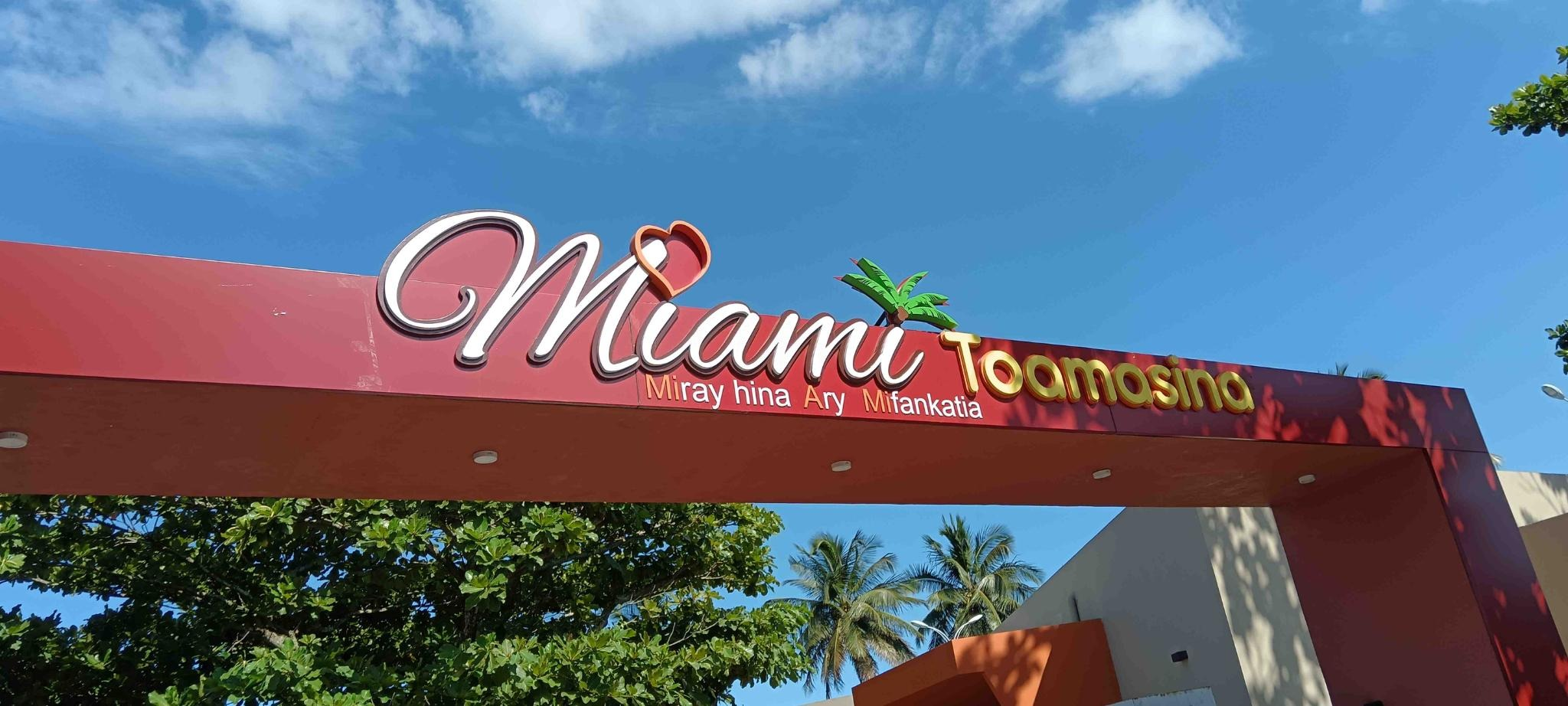
Miami, neue Marina von Toamasina

Im rudimentär ausgestatteten Tourismusbüro von Toamasina werden Informationen zu Ausflügen in die Umgebung bereitgehalten; Kartenmaterial, wie man es aus Europa gewöhnt ist, gibt es nicht.
Toamasina ist wegen der Nähe des Hafens (Verschmutzungen) und der Präsenz von Haien kein Badeort. Dennoch wird (Stand 12/2023) in der unmittelbaren Nähe des Stadtzentrums mit viel Aufwand eine Marina fertiggestellt, deren Namen Miami, tatsächlich eine Abkürzung, an die US-amerikanische Küstenstadt in Florida erinnert.
Eine Forststation und ein Zoo (Parc zoologique d'Ivoloina) befinden sich etwa 12 km nördlich der Stadt, betrieben von der Madagascar Fauna and Flora Group. Für diese Strecke werden auch Mietfahrräder angeboten.
Eine gewisse internationale Bekanntheit hat auch der Canal des Pangalanes erlangt, der noch während der Kolonialzeit von Frankreich künstlich angelegt worden ist.
Die touristisch gut erschlossene Insel Sainte Marie liegt über den Landweg ca. 175 Kilometer entfernt. Wenn es keine verlässlichen Flugverbindungen von Toamasina gibt, was saisonal sehr schwankt, kann mit dem Buschtaxi z. B. in 3½ Stunden nach Soanierana Ivongo gefahren werden, um dort mit dem Boot überzusetzen. Dies ist im Vergleich zum Flug deutlich billiger, aber anstrengender und zudem von der Witterung abhängig.

## Lokale Küche
Die Grundlage der Esskultur ist, wie sonst auch in Madagaskar, Reis. Diesen konsumiert man meist begleitet von einer Bouillon mit variablen Zutaten und Salat. Daneben haben, wiederum typisch für das gesamte Land, Brochettes, kleine gegrillte Spieße mit Fleisch vom Zebu, Hühnchen oder auch von Meeresfrüchten ihren festen Platz in der Küche.

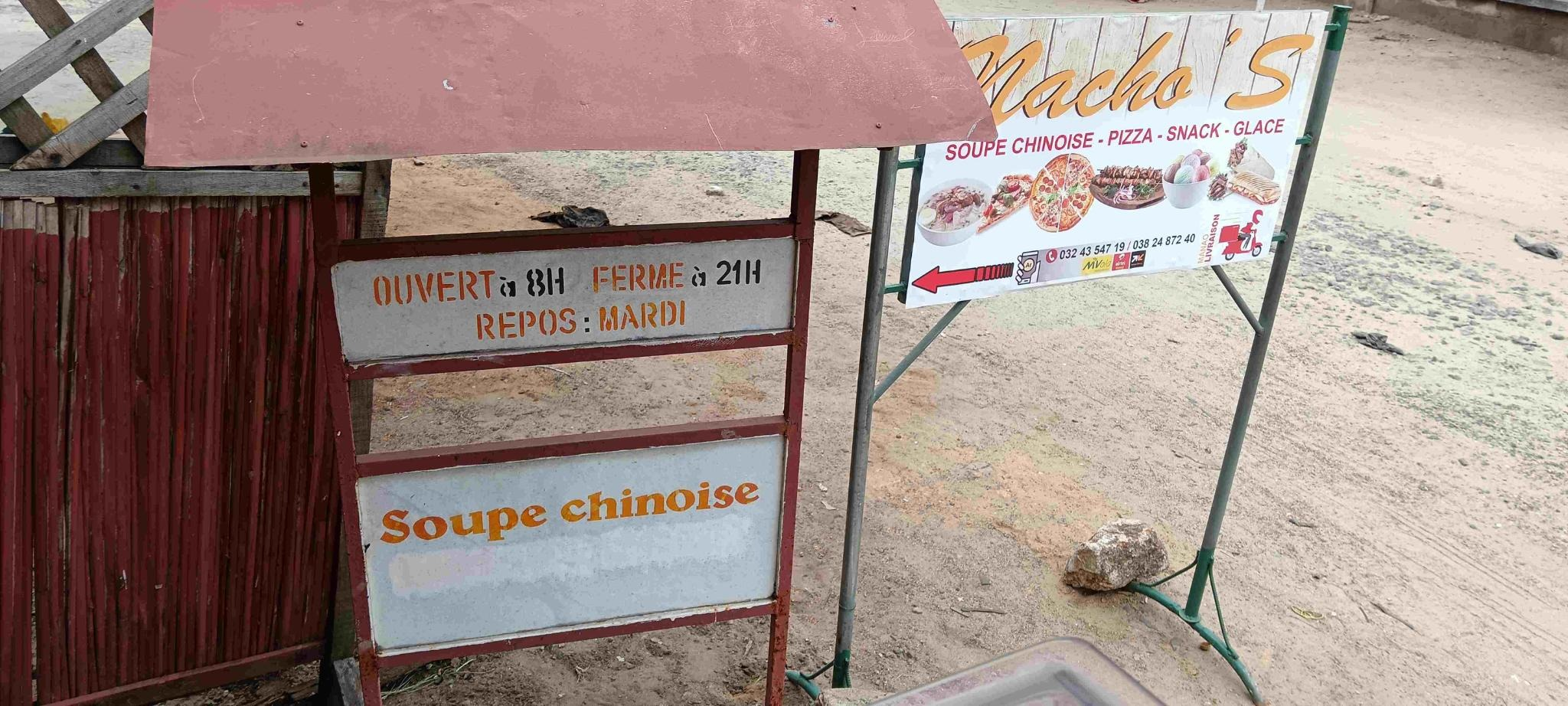
Typisches „Misch“-Restaurant in Toamasina

Viele Restaurants bieten parallel Gerichte unterschiedlicher Provenienz an, was hier nicht gleichbedeutend mit wenig Qualität ist. Madagassische Küche wird mit mindestens zwei weiteren Küchen kombiniert, oft mit indischen und chinesischen Speisen; auch italienische (Pizza, Pasta, Panini) und lateinamerikanische Spezialitäten (Tacos) finden zunehmend Verbreitung.
Eine Besonderheit ist die Suppe Wan-Tan de Tamatave, die über die Stadt- und Landesgrenzen hinaus – bis nach China – Bekanntheit erlangt hat.
Französische Küche oder das Wiener Schnitzel erhält man in wenigen Restaurants, die vor allem Auswanderer anziehen. Das Preisniveau ist auch in diesem Bereich aus europäischem Blickwinkel niedrig. Hygienische Verhältnisse wie im deutschsprachigen Raum sind aber selbst in diesen Restaurants nicht zu erwarten.